# Theodor von Möller

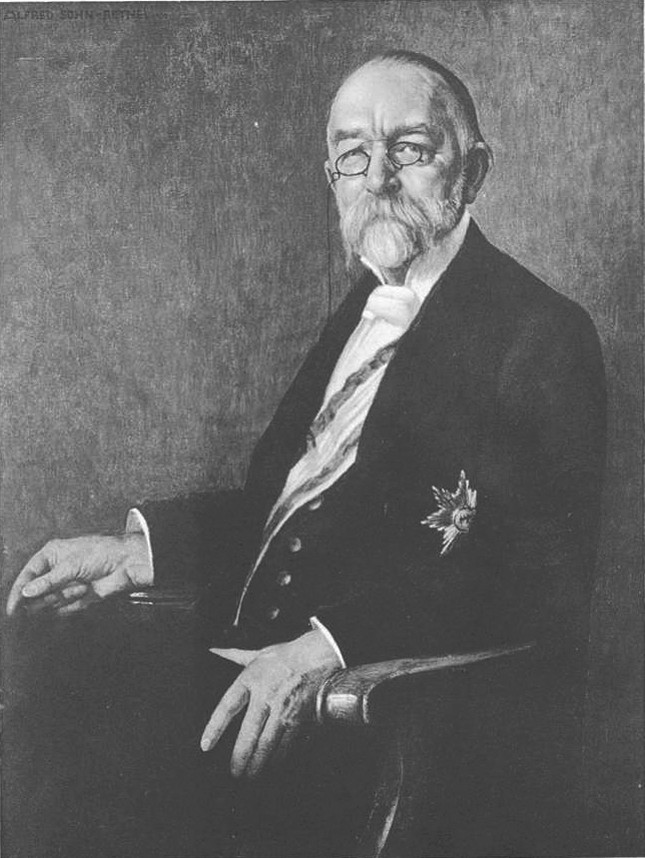
Theodor Adolf von Möller im Alter von 65 Jahren (1905)

Theodor Adolf Möller, seit 1905 von Möller (* 10. August 1840 auf Gut Kupferhammer bei Brackwede; † 6. Dezember 1925 ebenda) war ein deutscher Kaufmann, Unternehmer, Politiker und preußischer Handelsminister.

## Familie und Ausbildung
Theodor Möller war Sohn des Unternehmers und Abgeordneten Friedrich Möller (1805–1878); seine Mutter war Henriette Friederike Möller (1808–1848). Er machte eine Kaufmannslehre bei seinem Onkel Carl Woermann in Hamburg und verbrachte anschließend mehrere Jahre in England.
Im Jahr 1872 heiratete er Eleonore Tiemann (1853–1935) und wurde Vater von neun Kindern. Seine Tochter Magdalena (1883–1919) heiratete 1907 in Berlin den evangelischen Theologen Hans von Soden. Aus dieser Ehe gingen drei Enkelsöhne von Möllers hervor, unter ihnen der Altorientalist Wolfram von Soden. Nach dem frühen Tod Magdalenas wurde seine Tochter Hedwig (1877–1963) Hans von Sodens zweite Ehefrau.

## Unternehmerisches Handeln
Zusammen mit seinem Bruder Karl Möller gründete Theodor Möller 1863 das Unternehmen K. & Th. Möller, eine Maschinenfabrik mit Kesselschmiede und Eisengießerei, die bis zum Ersten Weltkrieg führend unter anderem im Bau von Luftfiltern und von Wasserturbinen war. Nach dem Tod des Vaters übernahmen die Brüder auch die elterliche Lederfabrik, modernisierten diese und weiteten die Produktionsbereiche aus. Theodor Möller war ein Pionier bei der Kohledestillation und der technischen Nutzung von Aktivkohle. 1881 gründete er die Aktiengesellschaft für Kohledestillation und war bis 1901 und zwischen 1909 und 1925 deren Aufsichtsratsvorsitzender. Nach seiner Tätigkeit als Minister setzte er sich stark für koloniale Beteiligungen der Familienunternehmen ein. Außerdem beteiligte sich Möller an der Gründung der ersten Flugzeugfabriken. 1908 wurde er Mitglied des Aufsichtsrats der Commerzbank.

## Interessenvertreter der Industrie
Daneben war er aber auch einer der führenden Wirtschaftfunktionäre der rheinisch-westfälischen Industrie. So war er unter anderem aktiv im Langnam-Verein; seit 1874 saß er im Ausschuss und war zwischen 1882 und 1901 Vorsitzender. Seit 1876 war er auch Mitglied im Centralverband deutscher Industrieller, von 1895 bis 1901 gehörte er dem Ausschuss des CDI an. Außerdem war Möller seit 1878 Mitglied der Handelskammer Bielefeld und von 1880 bis 1891 deren stellvertretender Vorsitzender.

## Politik
Von 1898 bis 1901 war Möller für die Nationalliberale Partei Mitglied des Reichstags. Außerdem war er von 1894 bis 1901 Mitglied im Preußischen Abgeordnetenhaus, aus dem er am 8. Mai 1901 wegen Übernahme des Ministeramts ausscheiden musste. Zwischen 1890 und 1895 war Möller zudem Mitglied im preußischen Staatsrat.
Von Mai 1901 bis Oktober 1905 amtierte Möller als preußischer Handelsminister und übergab die Führung der Familienunternehmen an seinen Sohn. In seiner Ministerzeit setzte sich Möller für eine Verstaatlichung der Bergwerksgesellschaft Hibernia ein, was auf scharfe Kritik von Seiten der rheinisch-westfälischen Unternehmer stieß. Nach dem Ausscheiden aus diesem Amt wurde er geadelt.
Möller war während der sogenannten „Hottentottenwahlen von 1907“ als Kolonialbefürworter direkter Konkurrent von Carl Severing, der dieser Politik kritisch gegenüberstand. Nach einem turbulenten Wahlkampf lag im ersten Wahlgang Möller noch knapp vorn, verlor den Wahlkreis Bielefeld-Wiedenbrück in der Stichwahl aber an Severing.
Seit 1914 war Möller Mitglied des preußischen Herrenhauses. Nach ihm wurde die Zeche Möller benannt.

## Sozialpolitisches Handeln
Die Brüder Möller haben eine breite inner- und außerbetriebliche Sozialpolitik betrieben. So gründeten sie 1872 den Spar- und Vorschussverein Kupferhammer, ein Jahr später folgte eine Krankenkasse und 1885 eine Konsumanstalt. Hinzu kamen Unterstützungs- und Erinnerungsfonds. Die beiden Brüder Möller gründeten 1879 zum Andenken an ihren Vater die noch heute bestehende Möller-Stiftung zur Pflege von Alten und Kranken. Diese errichtete 1901 das Kreiskrankenhaus „Möllerstift“.